# Listă de filme thriller din anii 1990
Aceasta este o listă de filme thriller lansate în anii 1990.
| 1990                                    |                                  | | |                                               |
| After Dark, My Sweet                    | James Foley                      | Jason Patric, Rachel Ward, Bruce Dern                                                                                               | Statele Unite ale Americii                                                                             | Psychological thriller                        |
| The Ambulance                           | Larry Cohen                      | Eric Roberts, James Earl Jones, Red Buttons                                                                                         | Statele Unite ale Americii                                                                             | [ 2 ]                                         |
| Bad Influence                           | Curtis Hanson                    | Rob Lowe, James Spader, Lisa Zane                                                                                                   | Statele Unite ale Americii                                                                             | [ 3 ]                                         |
| Blue Steel                              | Kathryn Bigelow                  | Jamie Lee Curtis, Ron Silver, Clancy Brown                                                                                          | Statele Unite ale Americii                                                                             | Action thriller                               |
| Bullet in the Head                      | John Woo                         | Tony Leung, Jacky Cheung | Hong Kong                                                                                              | Action thriller                               |
| Dancing Machine                         | Gilles Behat                     | Alain Delon, Claude Brasseur, Patrick Dupond                                                                                        | Franța                                                                                                 | [ 6 ]                                         |
| Delta Force 2: The Colombian Connection | Aaron Norris                     | Chuck Norris, Billy Drago, Bobby Chavez                                                                                             | Statele Unite ale Americii                                                                             | Action thriller                               |
| Desperate Hours                         | Michael Cimino                   | Mickey Rourke, Anthony Hopkins, Mimi Rogers, Lindsay Crouse, Kelly Lynch, Elias Koteas, David Morse, Shawnee Smith                  | Statele Unite ale Americii                                                                             | [ 8 ]                                         |
| Die Hard 2                              | Renny Harlin                     | Bruce Willis, Bonnie Bedelia, Reginald VelJohnson, William Atherton, William Sadler                                                 | Statele Unite ale Americii                                                                             | Action thriller                               |
| Flatliners                              | Joel Schumacher                  | Kiefer Sutherland, Julia Roberts, Kevin Bacon, William Baldwin, Oliver Platt                                                        | Statele Unite ale Americii                                                                             | [ 10 ]                                        |
| The Guardian                            | William Friedkin                 | Jenny Seagrove, Dwier Brown, Carey Lowell                                                                                           | Statele Unite ale Americii                                                                             | [ 11 ]                                        |
| Hidden Agenda                           | Ken Loach                        | Frances McDormand, Brian Cox | Regatul Unit al Marii Britanii și al Irlandei de Nord                                                  | [ 12 ]                                        |
| The Hot Spot                            | Dennis Hopper                    | Don Johnson, Virginia Madsen, Jennifer Connelly                                                                                     | Statele Unite ale Americii                                                                             | [ 13 ]                                        |
| The Hunt for Red October                | John McTiernan                   | Sean Connery, Alec Baldwin, James Earl Jones, Scott Glenn, Sam Neill, Tim Curry                                                     | Statele Unite ale Americii                                                                             | [ 14 ]                                        |
| Impulse                                 | Sondra Locke                     | Theresa Russell, Jeff Fahey, George Dzundza                                                                                         | Statele Unite ale Americii                                                                             | [ 15 ]                                        |
| Internal Affairs                        | Mike Figgis                      | Richard Gere, Andy García, Nancy Travis                                                                                             | Statele Unite ale Americii                                                                             | [ 16 ]                                        |
| Jacob's Ladder                          | Adrian Lyne                      | Tim Robbins, Elizabeth Peña, Danny Aiello                                                                                           | Statele Unite ale Americii                                                                             | [ 17 ]                                        |
| Kill Cruise                             | Peter Keglevic                   | Jürgen Prochnow, Patsy Kensit, Elizabeth Hurley                                                                                     | Germania                                                                                               | [ 18 ]                                        |
| Kindergarten Cop                        | Ivan Reitman                     | Arnold Schwarzenegger, Penelope Ann Miller, Pamela Reed, Linda Hunt, Richard Tyson, Carroll Baker                                   | Statele Unite ale Americii                                                                             | [ 19 ]                                        |
| Lionheart                               | Sheldon Lettich                  | Jean-Claude Van Damme | Statele Unite ale Americii                                                                             | Action thriller                               |
| Marked for Death                        | Dwight H. Little                 | Steven Seagal, Basil Wallace, Keith David, Joanna Pacuła                                                                            | Statele Unite ale Americii                                                                             | Action thriller                               |
| Miller's Crossing                       | Joel Coen                        | Gabriel Byrne, Albert Finney, Marcia Gay Harden, John Turturro, Jon Polito, J. E. Freeman                                           | Statele Unite ale Americii                                                                             | Crime thriller                                |
| Misery                                  | Rob Reiner                       | James Caan, Kathy Bates | Statele Unite ale Americii                                                                             | [ 23 ]                                        |
| Narrow Margin                           | Peter Hyams                      | Gene Hackman, Anne Archer, James B. Sikking                                                                                         | Statele Unite ale Americii                                                                             | [ 24 ]                                        |
| Navy SEALS                              | Lewis Teague                     | Charlie Sheen, Michael Biehn, Joanne Whalley                                                                                        | Statele Unite ale Americii                                                                             | Action thriller                               |
| Nikita                                  | Luc Besson                       | Anne Parillaud, Jean-Hugues Anglade, Tchéky Karyo                                                                                   | Franța · Italia                                                                                        | [ 26 ]                                        |
| Pacific Heights                         | John Schlesinger                 | Michael Keaton, Melanie Griffith, Matthew Modine                                                                                    | Statele Unite ale Americii                                                                             | [ 27 ]                                        |
| Presumed Innocent                       | Alan J. Pakula                   | Harrison Ford, Brian Dennehy, Raúl Juliá, Bonnie Bedelia, Greta Scacchi                                                             | Statele Unite ale Americii                                                                             | [ 28 ]                                        |
| A Shock to the System                   | Jan Egleson                      | Michael Caine, Elizabeth McGovern, Peter Riegert                                                                                    | Statele Unite ale Americii                                                                             | [ 29 ]                                        |
| A Show of Force                         | Bruno Barreto                    | Amy Irving, Robert Duvall, Andy García                                                                                              | Statele Unite ale Americii                                                                             | [ 30 ]                                        |
| State of Grace                          | Phil Joanou                      | Sean Penn, Ed Harris, Gary Oldman, Robin Wright Penn                                                                                | Statele Unite ale Americii                                                                             | Crime thriller                                |
| 1991                                    |                                  | | |                                               |
| Backdraft                               | Ron Howard                       | Kurt Russell, William Baldwin, Scott Glenn, Jennifer Jason Leigh, Rebecca De Mornay, Donald Sutherland, Robert De Niro              | Statele Unite ale Americii                                                                             | [ 32 ]                                        |
| Cape Fear                               | Martin Scorsese                  | Robert De Niro, Nick Nolte, Jessica Lange, Juliette Lewis                                                                           | Statele Unite ale Americii                                                                             | [ 33 ]                                        |
| Closet Land                             | Radha Bharadwaj                  | Madeleine Stowe, Alan Rickman | Statele Unite ale Americii                                                                             | Psychological thriller                        |
| Dead Again                              | Kenneth Branagh                  | Kenneth Branagh, Emma Thompson, Andy García                                                                                         | Statele Unite ale Americii                                                                             | [ 35 ]                                        |
| Deceived                                | Damian Harris                    | Goldie Hawn, John Heard, Robin Bartlett, Ashley Peldon                                                                              | Statele Unite ale Americii                                                                             | [ 36 ]                                        |
| Do or Die                               | Andy Sidaris                     | Erik Estrada, Dona Speir, Roberta Vasquez                                                                                           | Statele Unite ale Americii                                                                             | Action thriler                                |
| JFK                                     | Oliver Stone                     | Kevin Costner, Sissy Spacek | Statele Unite ale Americii                                                                             | [ 38 ]                                        |
| A Kiss Before Dying                     | James Dearden                    | Matt Dillon, Sean Young, Max von Sydow                                                                                              | Statele Unite ale Americii                                                                             | [ 39 ]                                        |
| The Last Boy Scout                      | Tony Scott                       | Bruce Willis, Damon Wayans, Chelsea Field, Noble Willingham, Taylor Negron, Danielle Harris, Halle Berry                            | Statele Unite ale Americii                                                                             | Crime thriller                                |
| Mortal Thoughts                         | Alan Rudolph                     | Demi Moore, Glenne Headly, Bruce Willis, John Pankow, Harvey Keitel                                                                 | Statele Unite ale Americii                                                                             | [ 41 ]                                        |
| Netchaïev Est de Retour                 | Jacques Deray                    | Vincent Lindon, Yves Montand, Miou-Miou                                                                                             | Franța · Italia                                                                                        | [ 42 ]                                        |
| One False Move                          | Carl Franklin                    | Bill Paxton, Cynda Williams, Jim Metzler                                                                                            | Statele Unite ale Americii                                                                             | [ 43 ]                                        |
| Out for Justice                         | John Flynn                       | Steven Seagal, William Forsythe, Jerry Orbach                                                                                       | Statele Unite ale Americii                                                                             | Action thriller                               |
| Point Break                             | Kathryn Bigelow                  | Patrick Swayze, Keanu Reeves, Gary Busey, Lori Petty                                                                                | Statele Unite ale Americii                                                                             | Action thriller                               |
| Ricochet                                | Russell Mulcahy                  | Denzel Washington, John Lithgow, Ice-T                                                                                              | Statele Unite ale Americii                                                                             | [ 46 ]                                        |
| Run                                     | Geoff Burrowes                   | Patrick Dempsey, Kelly Preston, Ken Pogue, Alan C. Peterson                                                                         | Statele Unite ale Americii                                                                             | Action thriller                               |
| Scissors                                | Frank de Felitta                 | Sharon Stone, Ronny Cox, Michelle Phillips                                                                                          | Statele Unite ale Americii                                                                             | Psychological thriller                        |
| Shadows and Fog                         | Woody Allen                      | Woody Allen, Mia Farrow, John Malkovich                                                                                             | Statele Unite ale Americii                                                                             | Comedy thriller                               |
| Shattered                               | Wolfgang Petersen                | Tom Berenger, Greta Scacchi, Bob Hoskins, Joanne Whalley, Corbin Bernsen                                                            | Statele Unite ale Americii · Germania                                                                  | [ 50 ]                                        |
| The Silence of the Lambs                | Jonathan Demme                   | Jodie Foster, Anthony Hopkins, Scott Glenn, Ted Levine                                                                              | Statele Unite ale Americii                                                                             | [ 51 ]                                        |
| Sleeping with the Enemy                 | Joseph Ruben                     | Julia Roberts, Patrick Bergin, Kevin Anderson                                                                                       | Statele Unite ale Americii                                                                             | [ 52 ]                                        |
| Trancers II                             | Charles Band                     | Tim Thomerson, Helen Hunt, Megan Ward                                                                                               | Statele Unite ale Americii                                                                             | Action thriller,                              |
| Where Sleeping Dogs Lie                 | Charles Finch                    | Dylan McDermott, Tom Sizemore, Sharon Stone                                                                                         | Statele Unite ale Americii                                                                             | Crime thriller                                |
| Year of the Gun                         | John Frankenheimer               | Andrew McCarthy, Valeria Golino, Sharon Stone                                                                                       | Statele Unite ale Americii                                                                             | [ 55 ]                                        |
| 1992                                    |                                  | | |                                               |
| Basic Instinct                          | Paul Verhoeven                   | Michael Douglas, Sharon Stone, Jeanne Tripplehorn, George Dzundza                                                                   | Statele Unite ale Americii                                                                             | Erotic thriller                               |
| Blown Away                              | Brenton Spencer                  | Nicole Eggert, Gary Farmer, Corey Feldman                                                                                           | Canada                                                                                                 | Erotic thriller                               |
| The Bodyguard                           | Mick Jackson                     | Kevin Costner, Whitney Houston, Gary Kemp                                                                                           | Statele Unite ale Americii                                                                             | [ 58 ]                                        |
| Consenting Adults                       | Alan J. Pakula                   | Kevin Kline, Mary Elizabeth Mastrantonio, Kevin Spacey, Rebecca Miller, Forest Whitaker                                             | Statele Unite ale Americii                                                                             | [ 59 ]                                        |
| The Crying Game                         | Neil Jordan                      | Stephen Rea, Jaye Davidson, Miranda Richardson, Forest Whitaker                                                                     | Regatul Unit al Marii Britanii și al Irlandei de Nord · Republica Irlanda · Statele Unite ale Americii | Political thriller                            |
| Deep Cover                              | Bill Duke                        | Laurence Fishburne, Jeff Goldblum, Victoria Dillard                                                                                 | Statele Unite ale Americii                                                                             | Crime thriller                                |
| Desire and Hell at Sunset Motel         | Alan Castle                      | Sherilyn Fenn, Whip Hubley, David Hewlett                                                                                           | Statele Unite ale Americii                                                                             | [ 62 ]                                        |
| Final Analysis                          | Phil Joanou                      | Richard Gere, Kim Basinger, Uma Thurman, Eric Roberts, Keith David                                                                  | Statele Unite ale Americii                                                                             | [ 63 ]                                        |
| Full Contact                            | Ringo Lam                        | Chow Yun-fat | Hong Kong                                                                                              | Action thriller                               |
| A Grande Arte                           | Walter Salles, Jr.               | Peter Coyote, Tchéky Karyo, Amanda Pays                                                                                             | Brazilia · Statele Unite ale Americii                                                                  | [ 65 ]                                        |
| Hard Boiled                             | John Woo                         | Chow Yun-fat, Bowie Lam, Philip Chan                                                                                                | Hong Kong                                                                                              | Action thriller                               |
| The Hand That Rocks the Cradle          | Curtis Hanson                    | Annabella Sciorra, Rebecca De Mornay, Matt McCoy, Ernie Hudson, Julianne Moore                                                      | Statele Unite ale Americii                                                                             | [ 67 ]                                        |
| Jennifer Eight                          | Bruce Robinson                   | Andy García, Uma Thurman, John Malkovich, Lance Henriksen                                                                           | Statele Unite ale Americii                                                                             | [ 68 ]                                        |
| Love Crimes                             | Lizzie Borden                    | Sean Young, Patrick Bergin, Arnetia Walker                                                                                          | Statele Unite ale Americii                                                                             | [ 69 ]                                        |
| El Mariachi                             | Robert Rodriguez                 | Carlos Gallardo, Consuelo Gomez, Reinol Martinez, Peter Marquardt                                                                   | Statele Unite ale Americii                                                                             | Action thriller                               |
| Patriot Games                           | Phillip Noyce                    | Harrison Ford, Anne Archer, Sean Bean, Patrick Bergin, James Earl Jones, Polly Walker, Richard Harris                               | Statele Unite ale Americii                                                                             | Action thriller, political thriller           |
| Poison Ivy                              | Andy Ruben, Katt Shea Ruben      | Sara Gilbert, Drew Barrymore, Tom Skerritt, Cheryl Ladd                                                                             | Statele Unite ale Americii                                                                             | Erotic thriller                               |
| The Public Eye                          | Howard Franklin                  | Joe Pesci, Barbara Hershey, Stanley Tucci                                                                                           | Statele Unite ale Americii                                                                             | Crime thriller                                |
| Raising Cain                            | Brian De Palma                   | John Lithgow, Lolita Davidovich, Steven Bauer                                                                                       | Statele Unite ale Americii                                                                             | [ 74 ]                                        |
| Reservoir Dogs                          | Quentin Tarantino                | Harvey Keitel, Tim Roth, Michael Madsen, Chris Penn, Steve Buscemi, Lawrence Tierney                                                | Statele Unite ale Americii                                                                             | Crime thriller                                |
| The Sentinel                            | Arnaud Desplechin                | Emmanuel Salinger, Thibault de Montalembert, Jean-Louis Richard                                                                     | Franța                                                                                                 | [ 76 ]                                        |
| Single White Female                     | Barbet Schroeder                 | Bridget Fonda, Jennifer Jason Leigh, Steven Weber, Peter Friedman, Stephen Tobolowsky                                               | Statele Unite ale Americii                                                                             | [ 77 ]                                        |
| Sneakers                                | Phil Alden Robinson              | Robert Redford, Sidney Poitier, Ben Kingsley, Mary McDonnell, Dan Aykroyd, River Phoenix, David Strathairn                          | Statele Unite ale Americii                                                                             | [ 78 ]                                        |
| Storyville                              | Mark Frost                       | James Spader, Joanne Whalley, Jason Robards, Jr.                                                                                    | Statele Unite ale Americii                                                                             | [ 79 ]                                        |
| Toutes peines confondues                | Michel Deville                   | Jacques Dutronc, Patrick Bruel, Mathilda May                                                                                        | Franța                                                                                                 | [ 80 ]                                        |
| Twin Peaks: Fire Walk with Me           | David Lynch                      | Kyle MacLachlan, Sheryl Lee, Chris Isaak, Kiefer Sutherland                                                                         | Statele Unite ale Americii                                                                             | Psychological thriller                        |
| Under Siege                             | Andrew Davis                     | Steven Seagal, Tommy Lee Jones, Gary Busey, Erika Eleniak                                                                           | Statele Unite ale Americii                                                                             | Action thriller                               |
| Unlawful Entry                          | Jonathan Kaplan                  | Kurt Russell, Ray Liotta, Madeleine Stowe, Roger E. Mosley                                                                          | Statele Unite ale Americii                                                                             | [ 83 ]                                        |
| 1993                                    |                                  | | |                                               |
| Body of Evidence                        | Uli Edel                         | Madonna, Willem Dafoe, Joe Mantegna, Anne Archer, Julianne Moore, Jürgen Prochnow                                                   | Statele Unite ale Americii                                                                             | Erotic thriller                               |
| Boiling Point                           | James B. Harris                  | Wesley Snipes, Dennis Hopper | Statele Unite ale Americii                                                                             | Crime thriller                                |
| Cliffhanger                             | Renny Harlin                     | Sylvester Stallone, John Lithgow, Michael Rooker, Janine Turner                                                                     | Statele Unite ale Americii                                                                             | Action thriller                               |
| The Crush                               | Alan Shapiro                     | Alicia Silverstone, Cary Elwes, Kurtwood Smith                                                                                      | Statele Unite ale Americii                                                                             | Erotic thriller                               |
| Doppelganger                            | Avi Nesher                       | Drew Barrymore | Statele Unite ale Americii                                                                             | [ 88 ]                                        |
| The Escort                              | Ricky Tognazzi                   | Claudio Amendola, Enrico Lo Verso, Carlo Cecchi                                                                                     | Italia                                                                                                 | [ 89 ]                                        |
| The Firm                                | Sydney Pollack                   | Tom Cruise, Jeanne Tripplehorn, Gene Hackman, Holly Hunter, Ed Harris, Hal Holbrook                                                 | Statele Unite ale Americii                                                                             | [ 90 ]                                        |
| The Fugitive                            | Andrew Davis                     | Harrison Ford, Tommy Lee Jones | Statele Unite ale Americii                                                                             | [ 91 ]                                        |
| The Good Son                            | Joseph Ruben                     | Macaulay Culkin, Elijah Wood, Wendy Crewson, David Morse, Daniel Hugh Kelly                                                         | Statele Unite ale Americii                                                                             | [ 92 ]                                        |
| Guilty as Sin                           | Sidney Lumet                     | Rebecca De Mornay, Don Johnson, Stephen Lang, Jack Warden                                                                           | Statele Unite ale Americii                                                                             | [ 93 ]                                        |
| Hard Target                             | John Woo                         | Jean-Claude Van Damme, Lance Henriksen, Yancy Butler, Wilford Brimley, Arnold Vosloo                                                | Statele Unite ale Americii                                                                             | Action thriller                               |
| In the Line of Fire                     | Wolfgang Petersen                | Clint Eastwood, John Malkovich, Rene Russo                                                                                          | Statele Unite ale Americii                                                                             | [ 95 ]                                        |
| The Innocent                            | John Schlesinger                 | Isabella Rossellini, Anthony Hopkins, Campbell Scott                                                                                | Statele Unite ale Americii · Germania · Regatul Unit al Marii Britanii și al Irlandei de Nord          | [ 96 ]                                        |
| Judgment Night                          | Stephen Hopkins                  | Emilio Estevez, Cuba Gooding, Jr., Denis Leary, Stephen Dorff, Jeremy Piven                                                         | Statele Unite ale Americii                                                                             | [ 97 ]                                        |
| Jurassic Park                           | Steven Spielberg                 | Sam Neill, Laura Dern, Jeff Goldblum, Richard Attenborough                                                                          | Statele Unite ale Americii                                                                             | Science fiction thriller                      |
| Kalifornia                              | Dominic Sena                     | Brad Pitt, Juliette Lewis, David Duchovny, Michelle Forbes                                                                          | Statele Unite ale Americii                                                                             | Crime thriller                                |
| Malice                                  | Harold Becker                    | Alec Baldwin, Nicole Kidman, Bill Pullman, Peter Gallagher, Bebe Neuwirth, Josef Sommer, Anne Bancroft, George C. Scott             | Statele Unite ale Americii                                                                             | [ 100 ]                                       |
| Manhattan Murder Mystery                | Woody Allen                      | Woody Allen, Diane Keaton, Alan Alda, Anjelica Huston                                                                               | Statele Unite ale Americii                                                                             | Comedy thriller                               |
| The Pelican Brief                       | Alan J. Pakula                   | Julia Roberts, Denzel Washington, Sam Shepard, John Heard, Stanley Tucci, Tony Goldwyn, William Atherton, Hume Cronyn, John Lithgow | Statele Unite ale Americii                                                                             | [ 102 ]                                       |
| Point of No Return                      | John Badham                      | Bridget Fonda, Gabriel Byrne, Dermot Mulroney, Anne Bancroft, Harvey Keitel                                                         | Statele Unite ale Americii                                                                             | [ 103 ]                                       |
| Public Access                           | Bryan Singer                     | Ron Marquette, Larry Maxwell, Brandon Boyce                                                                                         | Statele Unite ale Americii                                                                             | [ 104 ]                                       |
| Red Rock West                           | John Dahl                        | Nicolas Cage, Dennis Hopper, Lara Flynn Boyle                                                                                       | Statele Unite ale Americii                                                                             | Crime thriller                                |
| Romeo Is Bleeding                       | Peter Medak                      | Gary Oldman, Lena Olin, Annabella Sciorra, Juliette Lewis, Roy Scheider                                                             | Statele Unite ale Americii · Regatul Unit al Marii Britanii și al Irlandei de Nord                     | [ 106 ]                                       |
| Sliver                                  | Phillip Noyce                    | Sharon Stone, William Baldwin, Tom Berenger                                                                                         | Statele Unite ale Americii                                                                             | [ 107 ]                                       |
| The Temp                                | Tom Holland                      | Timothy Hutton, Lara Flynn Boyle, Faye Dunaway                                                                                      | Statele Unite ale Americii                                                                             | [ 108 ]                                       |
| Trauma                                  | Dario Argento                    | Chris Rydell, Asia Argento, Piper Laurie                                                                                            | Italia · Statele Unite ale Americii                                                                    | Psychological thriller                        |
| True Romance                            | Tony Scott                       | Christian Slater, Patricia Arquette, Dennis Hopper, Val Kilmer, Gary Oldman, Brad Pitt, Christopher Walken                          | Statele Unite ale Americii                                                                             | Crime thriller                                |
| The Vanishing                           | George Sluizer                   | Kiefer Sutherland, Sandra Bullock, Jeff Bridges, Nancy Travis                                                                       | Statele Unite ale Americii                                                                             | [ 111 ]                                       |
| 1994                                    |                                  | | |                                               |
| Amateur                                 | Hal Hartley                      | Isabelle Huppert, Martin Donovan, Elina Löwensohn                                                                                   | Statele Unite ale Americii · Franța · Regatul Unit al Marii Britanii și al Irlandei de Nord            | [ 112 ]                                       |
| Angel Dust                              | Toshihiro Ishii                  | Kaho Minami, Takeshi Wakamatsu, Etsushi Toyokawa                                                                                    | Japonia                                                                                                | [ 113 ]                                       |
| Blink                                   | Michael Apted                    | Madeleine Stowe, Aidan Quinn, Laurie Metcalf                                                                                        | Statele Unite ale Americii                                                                             | [ 114 ]                                       |
| Blown Away                              | Stephen Hopkins                  | Jeff Bridges, Tommy Lee Jones, Suzy Amis, Forest Whitaker, Lloyd Bridges                                                            | Statele Unite ale Americii                                                                             | Action thriller                               |
| Blue Tiger                              | Norberto Barba                   | Virginia Madsen, Toru Nakamura, Dean Hallo                                                                                          | Statele Unite ale Americii                                                                             | [ 116 ]                                       |
| China Moon                              | John Bailey                      | Ed Harris, Madeleine Stowe, Benicio del Toro, Charles Dance                                                                         | Statele Unite ale Americii                                                                             | [ 117 ]                                       |
| Clear and Present Danger                | Phillip Noyce                    | Harrison Ford, Willem Dafoe, Anne Archer, James Earl Jones                                                                          | Statele Unite ale Americii                                                                             | Action thriller                               |
| The Client                              | Joel Schumacher                  | Susan Sarandon, Tommy Lee Jones, Brad Renfro, Mary-Louise Parker, Anthony LaPaglia                                                  | Statele Unite ale Americii                                                                             | [ 119 ]                                       |
| Color of Night                          | Richard Rush                     | Bruce Willis, Jane March, Ruben Blades, Lesley Ann Warren, Scott Bakula, Brad Dourif, Lance Henriksen, Kevin J. O'Connor            | Statele Unite ale Americii                                                                             | Erotic thriller                               |
| Cool Surface                            | Erik Anjou                       | Robert Patrick, Teri Hatcher | | [ 121 ]                                       |
| The Crow                                | Alex Proyas                      | Brandon Lee, Ernie Hudson, Michael Wincott                                                                                          | Statele Unite ale Americii                                                                             | [ 122 ]                                       |
| Death and the Maiden                    | Roman Polanski                   | Sigourney Weaver, Ben Kingsley, Stuart Wilson                                                                                       | Regatul Unit al Marii Britanii și al Irlandei de Nord · Statele Unite ale Americii · Franța            | [ 123 ]                                       |
| Dream Lover                             | Nicholas Kazan                   | James Spader, Mädchen Amick, Bess Armstrong                                                                                         | Statele Unite ale Americii                                                                             | [ 124 ]                                       |
| Drop Zone                               | John Badham                      | Wesley Snipes, Gary Busey, Yancy Butler, Michael Jeter, Kyle Secor, Corin Nemec                                                     | Statele Unite ale Americii                                                                             | Action thriller                               |
| Exit to Eden                            | Garry Marshall                   | Dana Delany, Paul Mercurio, Rosie O'Donnell, Dan Aykroyd                                                                            | Statele Unite ale Americii                                                                             | [ 126 ]                                       |
| The Getaway                             | Roger Donaldson                  | Alec Baldwin, Kim Basinger, Michael Madsen, James Woods                                                                             | Statele Unite ale Americii                                                                             | Action thriller, crime thriller               |
| Killing Zoe                             | Roger Avary                      | Eric Stoltz, Julie Delpy, Jean-Hugues Anglade                                                                                       | Statele Unite ale Americii · Franța                                                                    | [ 128 ]                                       |
| The Last Seduction                      | John Dahl                        | Linda Fiorentino, Peter Berg, Bill Pullman                                                                                          | Statele Unite ale Americii                                                                             | Erotic thriller                               |
| Léon                                    | Luc Besson                       | Jean Reno, Natalie Portman, Gary Oldman                                                                                             | Franța                                                                                                 | [ 130 ]                                       |
| Mother's Boys                           | Yves Simoneau                    | Jamie Lee Curtis, Peter Gallagher, Joanne Whalley, Vanessa Redgrave                                                                 | Statele Unite ale Americii                                                                             | [ 131 ]                                       |
| Mute Witness                            | Anthony Waller                   | Marina Zudina, Oleg Yankovsky, Evan Richards                                                                                        | Regatul Unit al Marii Britanii și al Irlandei de Nord · Germania                                       | [ 132 ]                                       |
| Nightwatch                              | Ole Bornedal                     | Nikolaj Waldau, Kim Bodnia, Lotte Andersen                                                                                          | Danemarca                                                                                              | [ 133 ]                                       |
| On Deadly Ground                        | Steven Seagal                    | Steven Seagal, Michael Caine, Joan Chen                                                                                             | Statele Unite ale Americii                                                                             | Action thriller                               |
| L'Ours en peluche                       | Jacques Deray                    | Alain Delon, Francesca Dellera, Regina Bianchi                                                                                      | Franța · Italia                                                                                        | [ 135 ]                                       |
| The Patriots                            | Eric Rochant                     | Yvan Attal, Yossi Banai, Dan Toren                                                                                                  | Franța                                                                                                 | [ 136 ]                                       |
| The River Wild                          | Curtis Hanson                    | Meryl Streep, Kevin Bacon, David Strathairn, Joseph Mazzello, John C. Reilly                                                        | Statele Unite ale Americii                                                                             | [ 137 ]                                       |
| Shallow Grave                           | Danny Boyle                      | Kerry Fox, Christopher Eccleston, Ewan McGregor                                                                                     | Regatul Unit al Marii Britanii și al Irlandei de Nord                                                  | Crime thriller                                |
| Silent Fall                             | Bruce Beresford                  | Richard Dreyfuss, John Lithgow, Linda Hamilton, J. T. Walsh, Liv Tyler                                                              | Statele Unite ale Americii                                                                             | [ 139 ]                                       |
| The Specialist                          | Luis Llosa                       | Sylvester Stallone, Sharon Stone, James Woods, Rod Steiger, Eric Roberts                                                            | Statele Unite ale Americii                                                                             | Action thriller                               |
| Speed                                   | Jan de Bont                      | Keanu Reeves, Dennis Hopper, Sandra Bullock                                                                                         | Statele Unite ale Americii                                                                             | Action thriller                               |
| Surviving the Game                      | Ernest R. Dickerson              | Ice-T, Rutger Hauer, Gary Busey, Charles S. Dutton, F. Murray Abraham, John C. McGinley, William McNamara                           | Statele Unite ale Americii                                                                             |                                               |
| Terminal Velocity                       | Deran Sarafian                   | Charlie Sheen, Nastassja Kinski, James Gandolfini, Christopher McDonald                                                             | Statele Unite ale Americii                                                                             | Action thriller                               |
| True Lies                               | James Cameron                    | Arnold Schwarzenegger, Jamie Lee Curtis, Tom Arnold                                                                                 | Statele Unite ale Americii                                                                             | Action thriller                               |
| 1995                                    |                                  | | |                                               |
| Assassins                               | Richard Donner                   | Sylvester Stallone, Antonio Banderas, Julianne Moore                                                                                | Statele Unite ale Americii                                                                             | [ 143 ]                                       |
| Bad Boys                                | Michael Bay                      | Martin Lawrence, Will Smith, Tea Leoni, Tcheky Karyo, Theresa Randle, Joe Pantoliano                                                | Statele Unite ale Americii                                                                             | Action thriller                               |
| Bad Company                             | Damian Harris                    | Ellen Barkin, Laurence Fishburne, Frank Langella                                                                                    | Statele Unite ale Americii                                                                             | [ 145 ]                                       |
| Coldblooded                             | Matt Hinkley, Wallace Wolodarsky | Jason Priestley, Peter Riegert, Kimberly Williams                                                                                   | Statele Unite ale Americii                                                                             | Comedy thriller                               |
| Copycat                                 | Jon Amiel                        | Sigourney Weaver, Holly Hunter, Dermot Mulroney, William McNamara, Harry Connick, Jr.                                               | Statele Unite ale Americii                                                                             | [ 147 ]                                       |
| Cover Me                                | Michael Schroeder                | Rick Rossovich, Paul Sorvino, Courtney Taylor                                                                                       | Statele Unite ale Americii                                                                             | [ 148 ]                                       |
| Crimson Tide                            | Tony Scott                       | Denzel Washington, Gene Hackman, George Dzundza, James Gandolfini, Viggo Mortensen, Matt Craven                                     | Statele Unite ale Americii                                                                             | Action thriller                               |
| Crying Freeman                          | Christophe Gans                  | Mark Dacascos, Julie Condra, Tchéky Karyo                                                                                           | Franța · Canada                                                                                        | Action thriller                               |
| Desperado                               | Robert Rodriguez                 | Antonio Banderas, Salma Hayek, Joaquim de Almeida                                                                                   | Statele Unite ale Americii                                                                             | Action thriller                               |
| Die Hard with a Vengeance               | John McTiernan                   | Bruce Willis, Jeremy Irons, Samuel L. Jackson                                                                                       | Statele Unite ale Americii                                                                             | Action thriller                               |
| Dolores Claiborne                       | Taylor Hackford                  | Kathy Bates, Jennifer Jason Leigh, Christopher Plummer, Judy Parfitt                                                                | Statele Unite ale Americii                                                                             | [ 153 ]                                       |
| Fair Game                               | Andrew Sipes                     | William Baldwin, Cindy Crawford | Statele Unite ale Americii                                                                             | Action thriller                               |
| GoldenEye                               | Martin Campbell                  | Pierce Brosnan, Sean Bean, Izabella Scorupco, Famke Janssen, Judi Dench                                                             | Statele Unite ale Americii                                                                             | Action thriller                               |
| Gonin                                   | Takashi Ishii                    | Naoto Takenaka | Japonia                                                                                                | [ 156 ]                                       |
| Heat                                    | Michael Mann                     | Al Pacino, Robert De Niro, Val Kilmer                                                                                               | Statele Unite ale Americii                                                                             | [ 157 ]                                       |
| Jade                                    | William Friedkin                 | David Caruso, Linda Fiorentino, Chazz Palminteri                                                                                    | Statele Unite ale Americii                                                                             | [ 158 ]                                       |
| Just Cause                              | Arnold Glimcher                  | Sean Connery, Laurence Fishburne, Kate Capshaw                                                                                      | Statele Unite ale Americii                                                                             | [ 159 ]                                       |
| Kamikaze Taxi                           | Masato Harada                    | Takeshi Caesar, Chika Nakagami, Mickey Curtis                                                                                       | Japonia                                                                                                | Crime thriller, action thriller               |
| Kiss of Death                           | Barbet Schroeder                 | David Caruso, Samuel L. Jackson, Nicolas Cage, Kathryn Erbe, Helen Hunt, Michael Rapaport, Ving Rhames, Stanley Tucci               | Statele Unite ale Americii                                                                             | [ 161 ]                                       |
| Never Talk to Strangers                 | Peter Hall                       | Rebecca De Mornay, Antonio Banderas                                                                                                 | Statele Unite ale Americii                                                                             | [ 162 ]                                       |
| The Net                                 | Irwin Winkler                    | Sandra Bullock, Jeremy Northam, Dennis Miller                                                                                       | Statele Unite ale Americii                                                                             | [ 163 ]                                       |
| Nick of Time                            | John Badham                      | Johnny Depp, Christopher Walken, Charles S. Dutton                                                                                  | Statele Unite ale Americii                                                                             | [ 164 ]                                       |
| Nobody Will Speak of Us When We're Dead | Eduardo Diaz Yanes               | Victoria Abril, Angel Alcázar, Marta Aura                                                                                           | Spania                                                                                                 | [ 165 ]                                       |
| Outbreak                                | Wolfgang Petersen                | Dustin Hoffman, Rene Russo, Morgan Freeman, Donald Sutherland, Cuba Gooding, Jr., Kevin Spacey, Patrick Dempsey                     | Statele Unite ale Americii                                                                             | [ 166 ]                                       |
| Poison Ivy II: Lily                     | Anne Goursaud                    | Alyssa Milano, Johnathon Schaech, Camilla Belle                                                                                     | Statele Unite ale Americii                                                                             | [ 167 ]                                       |
| Screamers                               | Christian Duguay                 | Ron White, Peter Weller, Jennifer Rubin                                                                                             | Statele Unite ale Americii · Canada · Japonia                                                          | [ 168 ]                                       |
| Se7en                                   | David Fincher                    | Brad Pitt, Morgan Freeman, Gwyneth Paltrow, Kevin Spacey                                                                            | Statele Unite ale Americii                                                                             | [ 169 ]                                       |
| Sudden Death                            | Peter Hyams                      | Jean-Claude Van Damme, Powers Boothe, Dorian Harewood                                                                               | Statele Unite ale Americii                                                                             | Action thriller                               |
| Things to Do in Denver When You're Dead | Gary Fleder                      | Andy García, Christopher Lloyd, William Forsythe                                                                                    | Statele Unite ale Americii                                                                             | [ 171 ]                                       |
| Under Siege 2: Dark Territory           | Geoff Murphy                     | Steven Seagal, Eric Bogosian, Katherine Heigl, Morris Chestnut, Everett McGill                                                      | Statele Unite ale Americii                                                                             | Action thriller                               |
| The Usual Suspects                      | Bryan Singer                     | Gabriel Byrne, Stephen Baldwin, Chazz Palminteri, Kevin Spacey, Benicio del Toro, Kevin Pollak, Pete Postlethwaite                  | Statele Unite ale Americii                                                                             | [ 173 ]                                       |
| 1996                                    |                                  | | |                                               |
| Anna Oz                                 | Eric Rochant                     | Charlotte Gainsbourg, Gérard Lanvin, Sami Bouajila                                                                                  | Franța · Italia · Elveția                                                                              | [ 174 ]                                       |
| Broken Arrow                            | John Woo                         | John Travolta, Christian Slater, Samantha Mathis                                                                                    | Statele Unite ale Americii                                                                             | Action thriller                               |
| Bound                                   | Andy Wachowski, Larry Wachowski  | Jennifer Tilly, Gina Gershon, Joe Pantoliano                                                                                        | Statele Unite ale Americii                                                                             | Erotic thriller                               |
| Chain Reaction                          | Andrew Davis                     | Keanu Reeves, Morgan Freeman, Rachel Weisz, Brian Cox                                                                               | Statele Unite ale Americii                                                                             | Action thriller                               |
| Crimetime                               | George Sluizer                   | Stephen Baldwin, Pete Postlethwaite, Sadie Frost                                                                                    | Statele Unite ale Americii                                                                             | [ 178 ]                                       |
| Diabolique                              | Jeremiah S. Chechik              | Sharon Stone, Isabelle Adjani, Chazz Palminteri, Kathy Bates                                                                        | Statele Unite ale Americii                                                                             | [ 179 ]                                       |
| Eraser                                  | Chuck Russell                    | Arnold Schwarzenegger, James Caan, Vanessa L. Williams                                                                              | Statele Unite ale Americii                                                                             | Action thriller                               |
| Extreme Measures                        | Michael Apted                    | Hugh Grant, Gene Hackman, Sarah Jessica Parker                                                                                      | Statele Unite ale Americii                                                                             | [ 181 ]                                       |
| Eye for an Eye                          | John Schlesinger                 | Sally Field, Kiefer Sutherland, Ed Harris                                                                                           | Statele Unite ale Americii                                                                             | [ 182 ]                                       |
| The Fan                                 | Tony Scott                       | Robert De Niro, Wesley Snipes, Ellen Barkin                                                                                         | Statele Unite ale Americii                                                                             | [ 183 ]                                       |
| Fear                                    | James Foley                      | Mark Wahlberg, Reese Witherspoon, Alyssa Milano, William Petersen, Amy Brenneman                                                    | Statele Unite ale Americii                                                                             | [ 184 ]                                       |
| Freeway                                 | Matthew Bright                   | Reese Witherspoon, Kiefer Sutherland, Brooke Shields                                                                                | Statele Unite ale Americii                                                                             | Crime thriller                                |
| Fled                                    | Kevin Hooks                      | Laurence Fishburne, Stephen Baldwin, Salma Hayek                                                                                    | Statele Unite ale Americii                                                                             | Action thriller                               |
| The Glimmer Man                         | John Gray                        | Steven Seagal, Keenen Ivory Wayans, Bob Gunton                                                                                      | Statele Unite ale Americii                                                                             | Action thriller                               |
| Head Above Water                        | Jim Wilson                       | Harvey Keitel, Cameron Diaz, Craig Sheffer                                                                                          | Statele Unite ale Americii · Regatul Unit al Marii Britanii și al Irlandei de Nord                     | [ 188 ]                                       |
| The Hunters                             | Kjell Sundvall                   | Helena Bergström, Rolf Degerlund, Goran Forsmark                                                                                    | Suedia                                                                                                 | [ 189 ]                                       |
| The Juror                               | Brian Gibson                     | Demi Moore, Alec Baldwin, Joseph Gordon-Levitt, James Gandolfini, Anne Heche                                                        | Statele Unite ale Americii                                                                             | [ 190 ]                                       |
| Last Man Standing                       | Walter Hill                      | Bruce Willis, Christopher Walken, Bruce Dern                                                                                        | Statele Unite ale Americii                                                                             | Action thriller                               |
| The Long Kiss Goodnight                 | Renny Harlin                     | Geena Davis, Samuel L. Jackson, Patrick Malahide, Craig Bierko, Brian Cox                                                           | Statele Unite ale Americii                                                                             | Action thriller                               |
| Maximum Risk                            | Ringo Lam                        | Jean-Claude Van Damme, Natasha Henstridge, Zach Grenier                                                                             | Statele Unite ale Americii                                                                             | Action thriller                               |
| Mission: Impossible                     | Brian De Palma                   | Tom Cruise, Jon Voight, Ving Rhames, Jean Reno, Emmanuelle Beart, Kristin Scott Thomas, Vanessa Redgrave                            | Statele Unite ale Americii                                                                             | Action thriller                               |
| Passage a L'Acte                        | Francis Girod                    | Daniel Auteuil, Patrick Timsit, Anne Parillaud                                                                                      | Franța                                                                                                 | [ 195 ]                                       |
| Primal Fear                             | Gregory Hoblit                   | Richard Gere, Laura Linney, Edward Norton                                                                                           | Statele Unite ale Americii                                                                             | [ 196 ]                                       |
| Pusher                                  | Nicolas Winding Refn             | Peter Andersson, Vanja Bajicic, Kim Bodnia                                                                                          | Danemarca                                                                                              | Crime thriller                                |
| Ransom                                  | Ron Howard                       | Mel Gibson, Rene Russo, Gary Sinise, Delroy Lindo, Brawley Nolte                                                                    | Statele Unite ale Americii                                                                             | Crime thriller                                |
| The Rock                                | Michael Bay                      | Sean Connery, Nicolas Cage, Ed Harris                                                                                               | Statele Unite ale Americii                                                                             | Action thriller                               |
| Sci-Fighters                            | Peter Svatek                     | Roddy Piper, Jayne Heitmeyer, Billy Drago                                                                                           | Statele Unite ale Americii                                                                             | Action thriller                               |
| The Stendhal Syndrome                   | Dario Argento                    | Asia Argento, Paolo Bonacelli, Luigi Diberti                                                                                        | Italia                                                                                                 | [ 201 ]                                       |
| Tesis                                   | Alejandro Amenábar               | Xavier Elorriaga, Fele Martínez, Eduardo Noriega                                                                                    | Spania                                                                                                 | [ 202 ]                                       |
| The Trigger Effect                      | David Koepp                      | Kyle MacLachlan, Elisabeth Shue, Dermot Mulroney                                                                                    | Statele Unite ale Americii                                                                             | [ 203 ]                                       |
| Unforgettable                           | John Dahl                        | Ray Liotta, Linda Fiorentino, Peter Coyote, Christopher McDonald                                                                    | Statele Unite ale Americii                                                                             | [ 204 ]                                       |
| Young and Dangerous                     | Andrew Lau                       | Chan Sau-yu, Jordan Chan | Hong Kong                                                                                              | Action thriller                               |
| 1997                                    |                                  | | |                                               |
| Absolute Power                          | Clint Eastwood                   | Clint Eastwood, Gene Hackman, Ed Harris                                                                                             | Statele Unite ale Americii                                                                             | [ 206 ]                                       |
| Air Force One                           | Wolfgang Petersen                | Harrison Ford, Gary Oldman, Wendy Crewson, Glenn Close                                                                              | Statele Unite ale Americii                                                                             | Action thriller                               |
| Bad Day on the Block                    | Craig R. Baxley                  | Charlie Sheen, Mare Winningham | Statele Unite ale Americii                                                                             | [ 208 ]                                       |
| Barracuda                               | Philippe Haïm                    | Jean Rochefort, Guillaume Canet, Claire Kem                                                                                         | Franța · Germania · Belgia                                                                             | [ 209 ]                                       |
| Breakdown                               | Jonathan Mostow                  | Kurt Russell, J. T. Walsh, Kathleen Quinlan, M. C. Gainey                                                                           | Statele Unite ale Americii                                                                             | [ 210 ]                                       |
| Conspiracy Theory                       | Richard Donner                   | Mel Gibson, Julia Roberts, Patrick Stewart                                                                                          | Statele Unite ale Americii                                                                             | [ 211 ]                                       |
| Le Cousin                               | Alain Corneau                    | Alain Chabat, Patrick Timsit, Samuel Le Bihan                                                                                       | Franța                                                                                                 | Crime thriller                                |
| Cure                                    | Kiyoshi Kurosawa                 | Koji Yakusho, Tsuyoshi Ujiki | Japonia                                                                                                | [ 213 ]                                       |
| Dobermann                               | Jan Kounen                       | Vincent Cassel, Monica Bellucci, Tchéky Karyo                                                                                       | Franța                                                                                                 | Crime thriller                                |
| Face/Off                                | John Woo                         | Nicolas Cage, John Travolta, Joan Allen, Gina Gershon, Alessandro Nivola, Dominique Swain                                           | Statele Unite ale Americii                                                                             | Action thriller                               |
| Fred                                    | Pierre Jolivet                   | Clotilde Courau, François Berléand, Vincent Lindon                                                                                  | Franța                                                                                                 | Psychological thriller                        |
| Funny Games                             | Michael Haneke                   | Susanne Lothar, Ulrich Mühe, Arno Frisch                                                                                            | Austria                                                                                                | [ 217 ]                                       |
| The Game                                | David Fincher                    | Michael Douglas, Sean Penn, Deborah Kara Unger, James Rebhorn                                                                       | Statele Unite ale Americii                                                                             | [ 218 ]                                       |
| Genealogies of a Crime                  | Raúl Ruiz                        | Catherine Deneuve, Michel Piccoli, Melvil Poupaud                                                                                   | Franța                                                                                                 | Psychological thriller, crime thriller        |
| Insomnia                                | Erik Skjoldbjærg                 | Stellan Skarsgård, Gisken Armand | Norvegia                                                                                               | [ 220 ]                                       |
| The Jackal                              | Michael Caton-Jones              | Bruce Willis, Richard Gere, Sidney Poitier                                                                                          | Statele Unite ale Americii                                                                             | [ 221 ]                                       |
| Jackie Brown                            | Quentin Tarantino                | Pam Grier, Samuel L. Jackson, Robert Forster, Bridget Fonda, Michael Keaton, Robert De Niro                                         | Statele Unite ale Americii                                                                             | Crime thriller                                |
| Kiss the Girls                          | Gary Fleder                      | Morgan Freeman, Ashley Judd, Cary Elwes                                                                                             | Statele Unite ale Americii                                                                             | [ 223 ]                                       |
| Murder at 1600                          | Dwight H. Little                 | Wesley Snipes, Diane Lane | Statele Unite ale Americii                                                                             | [ 224 ]                                       |
| Nightwatch                              | Ole Bornedal                     | Ewan McGregor, Patricia Arquette, Nick Nolte                                                                                        | Statele Unite ale Americii                                                                             | Crime thriller, psychological thriller        |
| Open Your Eyes                          | Alejandro Amenábar               | Eduardo Noriega, Penélope Cruz, Chete Lera                                                                                          | Spania · Italia · Franța                                                                               | [ 226 ]                                       |
| The Peacemaker                          | Mimi Leder                       | George Clooney, Nicole Kidman, Marcel Iures                                                                                         | Statele Unite ale Americii                                                                             | [ 227 ]                                       |
| Perfect Blue                            | Satoshi Kon                      | | Japonia                                                                                                | [ 228 ]                                       |
| Poison Ivy: The New Seduction           | Kurt Voss                        | Jaime Pressly, Michael Des Barres, Megan Edwards                                                                                    | Statele Unite ale Americii                                                                             | [ 229 ]                                       |
| See the Sea                             | François Ozon                    | Sasha Hails, Marina de Van, Samantha                                                                                                | Franța                                                                                                 | [ 230 ]                                       |
| Shadow Conspiracy                       | George Pan Cosmatos              | Charlie Sheen, Donald Sutherland, Linda Hamilton, Sam Waterston, Stephen Lang, Ben Gazzara, Theodore Bikel                          | Statele Unite ale Americii                                                                             | [ 231 ]                                       |
| Smilla's Sense of Snow                  | Bille August                     | Julia Ormond, Gabriel Byrne, Richard Harris                                                                                         | Danemarca · Germania · Suedia                                                                          | [ 232 ]                                       |
| Suicide Kings                           | Peter O'Fallon                   | Christopher Walken, Denis Leary, Henry Thomas                                                                                       | Statele Unite ale Americii                                                                             | [ 233 ]                                       |
| The Swindle                             | Claude Chabrol                   | Isabelle Huppert, Michel Serrault, François Cluzet                                                                                  | Franța · Elveția                                                                                       | [ 234 ]                                       |
| 1998                                    |                                  | | |                                               |
| Apt Pupil                               | Bryan Singer                     | Ian McKellen, Brad Renfro, Bruce Davison                                                                                            | Statele Unite ale Americii                                                                             | Psychological thriller                        |
| Bullet Ballet                           | Shinya Tsukamoto                 | Shinya Tsukamoto, Kirina Mano, Tatsuya Nakamura                                                                                     | Japonia                                                                                                | [ 236 ]                                       |
| Clay Pigeons                            | David Dobkin                     | Vince Vaughn, Janeane Garofalo, Joaquin Phoenix                                                                                     | Statele Unite ale Americii                                                                             | Comedy thriller                               |
| The Curve                               | Dan Rosen                        | Matthew Lillard, Michael Vartan, Randall Batinkoff                                                                                  | Statele Unite ale Americii                                                                             | [ 238 ]                                       |
| Déjà mort                               | Olivier Dahan                    | Romain Duris, Benoît Magimel, Zoe Felix                                                                                             | Franța                                                                                                 | [ 239 ]                                       |
| Desperate Measures                      | Barbet Schroeder                 | Michael Keaton, Andy García, Brian Cox                                                                                              | Statele Unite ale Americii                                                                             | [ 240 ]                                       |
| Devil in the Flesh                      | Steve Cohen                      | Rose McGowan, Alex McArthur, Sherrie Rose                                                                                           | Statele Unite ale Americii                                                                             | [ 241 ]                                       |
| Disturbing Behavior                     | David Nutter                     | James Marsden, Katie Holmes, Nick Stahl                                                                                             | Statele Unite ale Americii                                                                             | [ 242 ]                                       |
| Enemy of the State                      | Tony Scott                       | Will Smith, Gene Hackman, Jon Voight                                                                                                | Statele Unite ale Americii                                                                             | [ 243 ]                                       |
| Fallen                                  | Gregory Hoblit                   | Denzel Washington, John Goodman, Donald Sutherland                                                                                  | Statele Unite ale Americii                                                                             | [ 244 ]                                       |
| Following                               | Christopher Nolan                | Jeremy Theobald, Alex Haw, Lucy Russell                                                                                             | Regatul Unit al Marii Britanii și al Irlandei de Nord                                                  | [ 245 ]                                       |
| The Gingerbread Man                     | Robert Altman                    | Kenneth Branagh, Embeth Davidtz, Robert Downey, Jr., Daryl Hannah, Tom Berenger, Robert Duvall                                      | Statele Unite ale Americii                                                                             | [ 246 ]                                       |
| Hard Rain                               | Mikael Salomon                   | Morgan Freeman, Christian Slater, Randy Quaid, Minnie Driver                                                                        | Statele Unite ale Americii                                                                             | Action thriller                               |
| Heaven                                  | Scott Reynolds                   | Martin Donovan, Danny Edwards, Richard Schiff                                                                                       | Noua Zeelandă                                                                                          | [ 248 ]                                       |
| Hush                                    | Jonathan Darby                   | Jessica Lange, Gwyneth Paltrow, Johnathon Schaech                                                                                   | Statele Unite ale Americii                                                                             | [ 249 ]                                       |
| The Interview                           | Craig Monahan                    | Hugo Weaving, Tony Martin, Aaron Jeffery                                                                                            | Australia                                                                                              | [ 250 ]                                       |
| The Longest Nite                        | Yau Tat-chi                      | Yau Tat-chi, Tony Leung Chiu-Wai, Maggie Shiu                                                                                       | Hong Kong                                                                                              | Crime thriller                                |
| Mercury Rising                          | Harold Becker                    | Bruce Willis, Alec Baldwin, Miko Hughes                                                                                             | Statele Unite ale Americii                                                                             | Action thriller                               |
| A Murder of Crows                       | Rowdy Herrington                 | Cuba Gooding, Jr., Tom Berenger, Eric Stoltz                                                                                        | Statele Unite ale Americii                                                                             | [ 253 ]                                       |
| New Rose Hotel                          | Abel Ferrara                     | Christopher Walken, Willem Dafoe, Asia Argento                                                                                      | Statele Unite ale Americii                                                                             | [ 254 ]                                       |
| The Negotiator                          | F. Gary Gray                     | Samuel L. Jackson, Kevin Spacey, David Morse                                                                                        | Statele Unite ale Americii                                                                             | [ 255 ]                                       |
| Palmetto                                | Volker Schlöndorff               | Woody Harrelson, Elisabeth Shue, Gina Gershon                                                                                       | Statele Unite ale Americii · Germania                                                                  | [ 256 ]                                       |
| A Perfect Murder                        | Andrew Davis                     | Michael Douglas, Gwyneth Paltrow, Viggo Mortensen                                                                                   | Statele Unite ale Americii                                                                             | [ 255 ]                                       |
| Pi                                      | Darren Aronofsky                 | Sean Gullette, Mark Margolis, Ben Shenkman                                                                                          | Statele Unite ale Americii                                                                             | [ 257 ]                                       |
| Psycho                                  | Gus Van Sant                     | Vince Vaughn, Anne Heche, Julianne Moore, Viggo Mortensen, William H. Macy                                                          | Statele Unite ale Americii                                                                             | [ 258 ]                                       |
| The Replacement Killers                 | Antoine Fuqua                    | Chow Yun-fat, Mira Sorvino, Michael Rooker                                                                                          | Statele Unite ale Americii                                                                             | Action thriller                               |
| Ring                                    | Hideo Nakata                     | Nanako Matsushima, Hiroyuki Sanada, Miki Nakatani                                                                                   | Japonia                                                                                                | Psychological thriller                        |
| Ronin                                   | John Frankenheimer               | Robert De Niro, Jean Reno, Natascha McElhone                                                                                        | Statele Unite ale Americii                                                                             | Action thriller                               |
| Run Lola Run                            | Tom Tykwer                       | Franka Potente, Moritz Bleibtreu | Germania                                                                                               | [ 262 ]                                       |
| The Siege                               | Edward Zwick                     | Denzel Washington, Annette Bening, Bruce Willis                                                                                     | Statele Unite ale Americii                                                                             | Action thriller, political thriller           |
| Snake Eyes                              | Brian De Palma                   | Nicolas Cage, Gary Sinise, John Heard                                                                                               | Statele Unite ale Americii                                                                             | [ 264 ]                                       |
| U.S. Marshals                           | Stuart Baird                     | Tommy Lee Jones, Wesley Snipes, Robert Downey, Jr.                                                                                  | Statele Unite ale Americii                                                                             | Action thriller                               |
| Wicked                                  | Michael Steinberg                | Julia Stiles, William R. Moses, Patrick Muldoon                                                                                     | Statele Unite ale Americii                                                                             | [ 266 ]                                       |
| Wild Things                             | John McNaughton                  | Kevin Bacon, Matt Dillon, Neve Campbell, Denise Richards, Bill Murray                                                               | Statele Unite ale Americii                                                                             | [ 267 ]                                       |
| The Wisdom of Crocodiles                | Po-Chih Leong                    | Jude Law, Elina Löwensohn | Regatul Unit al Marii Britanii și al Irlandei de Nord                                                  | [ 268 ]                                       |
| 1999                                    |                                  | | |                                               |
| 8mm                                     | Joel Schumacher                  | Nicolas Cage, Joaquin Phoenix, James Gandolfini                                                                                     | Statele Unite ale Americii                                                                             | [ 269 ]                                       |
| Apocalypse II: Revelation               | Andre Van Heerden                | Jeff Fahey, Nick Mancuso, Carol Alt                                                                                                 | Statele Unite ale Americii · Canada                                                                    | [ 270 ]                                       |
| Arlington Road                          | Mark Pellington                  | Jeff Bridges, Tim Robbins, Joan Cusack                                                                                              | Statele Unite ale Americii                                                                             | [ 271 ]                                       |
| The Astronaut's Wife                    | Rand Ravich                      | Johnny Depp, Charlize Theron, Joe Morton                                                                                            | Statele Unite ale Americii                                                                             | Psychological thriller                        |
| Best Laid Plans                         | Mike Barker                      | Alessandro Nivola, Father Terrance Sweeney, Rebecca Klingler                                                                        | Statele Unite ale Americii                                                                             | Crime thriller                                |
| The Bone Collector                      | Phillip Noyce                    | Denzel Washington, Angelina Jolie                                                                                                   | Statele Unite ale Americii                                                                             | [ 274 ]                                       |
| Buddy Boy                               | Mark Hanlon                      | Aidan Gillen, Emmanuelle Seigner | Statele Unite ale Americii                                                                             | [ 275 ]                                       |
| The Corruptor                           | James Foley                      | Chow Yun-fat, Mark Wahlberg, Ric Young                                                                                              | Statele Unite ale Americii                                                                             | [ 276 ]                                       |
| Deep Blue Sea                           | Renny Harlin                     | Thomas Jane, Saffron Burrows, Samuel L. Jackson, Stellan Skarsgard, LL Cool J, Michael Rapaport, Jacqueline McKenzie                | Statele Unite ale Americii                                                                             | [ 277 ]                                       |
| Double Jeopardy                         | Bruce Beresford                  | Tommy Lee Jones, Ashley Judd, Bruce Greenwood                                                                                       | Statele Unite ale Americii                                                                             | [ 278 ]                                       |
| Entrapment                              | Jon Amiel                        | Sean Connery, Catherine Zeta-Jones, Ving Rhames                                                                                     | Statele Unite ale Americii                                                                             | Crime thriller                                |
| Eye of the Beholder                     | Stephan Elliott                  | Ewan McGregor, Ashley Judd, Patrick Bergin                                                                                          | Australia · Regatul Unit al Marii Britanii și al Irlandei de Nord · Canada                             | [ 280 ]                                       |
| Eyes Wide Shut                          | Stanley Kubrick                  | Tom Cruise, Nicole Kidman, Sydney Pollack, Todd Field                                                                               | Regatul Unit al Marii Britanii și al Irlandei de Nord · Statele Unite ale Americii                     | Paranoid thriller                             |
| Fever                                   | Alex Winter                      | Henry Thomas, David Patrick O'Hara, Bill Duke                                                                                       | Regatul Unit al Marii Britanii și al Irlandei de Nord · Statele Unite ale Americii                     | [ 282 ]                                       |
| Felicia's Journey                       | Atom Egoyan                      | Bob Hoskins, Elaine Cassidy, Arsinée Khanjian                                                                                       | Regatul Unit al Marii Britanii și al Irlandei de Nord · Canada                                         | [ 283 ]                                       |
| The General's Daughter                  | Simon West                       | John Travolta, Madeleine Stowe, James Woods, James Cromwell                                                                         | Statele Unite ale Americii                                                                             | [ 284 ]                                       |
| Goodbye Lover                           | Roland Joffé                     | Patricia Arquette, Dermot Mulroney, Ellen DeGeneres                                                                                 | Statele Unite ale Americii                                                                             | Comedy thriller                               |
| In Dreams                               | Neil Jordan                      | Annette Bening, Aidan Quinn, Robert Downey, Jr.                                                                                     | Statele Unite ale Americii                                                                             | [ 286 ]                                       |
| In Too Deep                             | Michael Rymer                    | Omar Epps, LL Cool J, Nia Long | Statele Unite ale Americii                                                                             | [ 287 ]                                       |
| The Nameless                            | Jaume Balagueró                  | Emma Vilarasau, Karra Elejalde, Tristán Ulloa                                                                                       | Spania                                                                                                 | [ 288 ]                                       |
| The Ninth Gate                          | Roman Polanski                   | Johnny Depp, Frank Langella, Lena Olin                                                                                              | Statele Unite ale Americii · Franța · Spania                                                           | [ 289 ]                                       |
| The Omega Code                          | Robert Marcarelli                | Casper Van Dien, Michael York, Michael Ironside, Catherine Oxenberg                                                                 | Statele Unite ale Americii                                                                             | [ 290 ]                                       |
| Payback                                 | Brian Helgeland                  | Mel Gibson, Gregg Henry, Maria Bello                                                                                                | Statele Unite ale Americii                                                                             | Crime thriller, action thriller               |
| Resurrection                            | Russell Mulcahy                  | Christopher Lambert, James Kidnie, Mike Anscombe                                                                                    | Statele Unite ale Americii                                                                             | Crime thriller                                |
| Ruang Talok 69                          | Pen-ek Ratanaruang               | Lalita Panyopas, Black Pomtong | Thailanda                                                                                              | [ 293 ]                                       |
| Running Out of Time                     | Johnnie To                       | Andy Lau, Lau Ching-Wan, Yo Yo Mung                                                                                                 | Hong Kong                                                                                              | [ 294 ]                                       |
| Shiri                                   | Jacky Kang                       | Han Suk-kyu, Choi Min-sik, Song Kang-ho                                                                                             | Coreea de Sud                                                                                          | [ 295 ]                                       |
| The Sixth Sense                         | M. Night Shyamalan               | Haley Joel Osment, Bruce Willis, Toni Collette                                                                                      | Statele Unite ale Americii                                                                             | [ 296 ]                                       |
| Stigmata                                | Rupert Wainwright                | Patricia Arquette, Gabriel Byrne, Jonathan Pryce                                                                                    | Statele Unite ale Americii                                                                             | Psychological thriller                        |
| Stir of Echoes                          | David Koepp                      | Kevin Bacon, Kathryn Erbe, Illeana Douglas                                                                                          | Statele Unite ale Americii                                                                             | Supernatural thriller, psychological thriller |
| The Talented Mr. Ripley                 | Anthony Minghella                | Matt Damon, Gwyneth Paltrow, Jude Law, Cate Blanchett                                                                               | Statele Unite ale Americii                                                                             | [ 299 ]                                       |
| Teaching Mrs. Tingle                    | Kevin Williamson                 | Helen Mirren, Katie Holmes, Jeffrey Tambor                                                                                          | Statele Unite ale Americii                                                                             | [ 300 ]                                       |